# Saison 5 de 9-1-1: Lone Star
Chronologie
Saison 4
Cet article présente la cinquième et dernière saison de la série télévisée américaine 9-1-1: Lone Star.

## Généralités
- Aux États-Unis, cette dernière saison[1] est diffusée depuis le 23 septembre 2024 sur le réseau Fox[2] jusqu'au 3 février 2025[3], et en simultané au Canada sur le réseau CTV
- En France, cette saison est disponible depuis le 27 novembre 2024 sur Disney+ avec un épisode hebdomadaire chaque mercredi.

## Distribution

### Acteurs principaux
- Rob Lowe (VF : Bruno Choël) : Owen Strand
- Ronen Rubinstein (VF : Jim Redler) : Tyler Kennedy « TK » Strand
- Jim Parrack (VF : Raphaël Cohen) : Judson « Judd » Ryder
- Natacha Karam (VF : Alice Taurand) : Marjan Marwani
- Brian Michael Smith (VF : Mike Fédée) : Paul Strickland
- Rafael Silva (VF : Julien Allouf) : Carlos Reyes
- Julian Works (VF : Jonathan Gimbord) : Mateo Chavez
- Gina Torres (VF : Annie Milon) : Tommy Vega
- Brianna Baker (VF : Soleïma Arabi) : Nancy Gillian
- Kelsey Yates (VF : Clotilde Verry) : Isabella « Izzy » Vega
- Skyler Yates (VF : Clotilde Verry) : Evie Vega
- Jackson Pace (VF : Garland Le Martelot) : Wyatt Harris

### Acteurs récurrents
- D. B. Woodside (VF : Serge Faliu) : Trevor Parks
- Robyn Lively (VF : Marine Tuja) : Marlene Harris
- Miles Mckenna : Jax
- Alan Autry : Chief Bridges
- Parker Young : Ranger Sam Campbell
- Adam Baldwin : Détective Brian McGregor
- Henry Ian Cusick : Enzo De La Costa

### Invités
- Peyton List : Ashlyn Campbell
- Derek Webster (VF : Frantz Confiac) : Charles Vega

## Épisodes

### Épisode 1:Des deux côtés, et vite!
- États-Unis /  Canada : 23 septembre 2024 sur Fox / CTV
- France : 27 novembre 2024 sur Disney+

- États-Unis : 3,04 millions de téléspectateurs[4] (première diffusion)

### Épisode 2:Sorties de rails
- États-Unis /  Canada : 30 septembre 2024 sur Fox / CTV
- France : 4 décembre 2024 sur Disney+

- États-Unis : 2,81 millions de téléspectateurs (première diffusion)

### Épisode 3:Cl2
- États-Unis /  Canada : 7 octobre 2024 sur Fox / CTV
- France : 11 décembre 2024 sur Disney+

- États-Unis : 2,93 millions de téléspectateurs (première diffusion)

### Épisode 4:À ma manière
- États-Unis /  Canada : 14 octobre 2024 sur Fox / CTV
- France : 18 décembre 2024 sur Disney+

- États-Unis : 2,40 millions de téléspectateurs (première diffusion)

### Épisode 5:Coup de tonnerre
- États-Unis /  Canada : 21 octobre 2024 sur Fox / CTV
- France : 25 décembre 2024 sur Disney+

- États-Unis : 2,80 millions de téléspectateurs (première diffusion)

### Épisode 6:La Vérité toute nue
- États-Unis /  Canada : 4 novembre 2024 sur Fox / CTV
- France : 1er janvier 2025 sur Disney+

- États-Unis : 2,71 millions de téléspectateurs (première diffusion)

### Épisode 7:Des gamins
- États-Unis /  Canada : 11 novembre 2024 sur Fox / CTV
- France : 8 janvier 2025 sur Disney+

- États-Unis : 2,76 millions de téléspectateurs (première diffusion)

### Épisode 8:L'Eau qui dort
- États-Unis /  Canada : 18 novembre 2024 sur Fox / CTV
- France : 15 janvier 2025 sur Disney+

- États-Unis : 2,80 millions de téléspectateurs (première diffusion)

### Épisode 9:Chute et disgrâce
- États-Unis /  Canada : 2 décembre 2024 sur Fox / CTV
- France : 22 janvier 2025 sur Disney+

- États-Unis : 2,65 millions de téléspectateurs (première diffusion)

Plusieurs révélations majeures bouleversent la dynamique de la série. Carlos découvre enfin la vérité sur le meurtre de son père, Gabriel, apprenant que le chef Bridges était responsable du crime, tandis que le garde forestier Campbell avait été accusé à tort.

### Épisode 10:Tous ceux qui errent
- États-Unis /  Canada : 20 janvier 2025 sur Fox / CTV
- France : 29 janvier 2025 sur Disney+

- États-Unis : 2,42 millions de téléspectateurs (première diffusion)

### Épisode 11:Collision
- États-Unis /  Canada : 27 janvier 2025 sur Fox / CTV
- France : 5 février 2025 sur Disney+

- États-Unis : 3,12 millions de téléspectateurs (première diffusion)

### Épisode 12:Retour au bercail
- États-Unis /  Canada : 3 février 2025 sur Fox / CTV
- France : 12 février 2025 sur Disney+

- États-Unis : 3,34 millions de téléspectateurs (première diffusion)

## Audiences aux États-Unis
| N° d'épisode | Titre original  | Titre français            | Chaîne | Date de diffusion originale | Audience (en millions de téléspectateurs) | Pdm sur les 18-49 ans |
| ------------ | --------------- | ------------------------- | ------ | --------------------------- | ----------------------------------------- | --------------------- |
| 1            | Both Sides, Now | Des deux côtés, et vite ! | FOX    | 23 septembre 2024           | 3.04                                      | 0.3                   |
| 2            | Trainwrecks     | Sorties de rails          | FOX    | 30 septembre 2024           | 2.81                                      | 0.2                   |
| 3            | Cl2             | Cl2                       | FOX    | 7 octobre 2024              | 2.93                                      | 0.3                   |
| 4            | My Way          | À ma manière              | FOX    | 14 octobre 2024             | 2.40                                      | 0.3                   |
| 5            | Thunderstruck   | Coup de tonnerre          | FOX    | 21 octobre 2024             | 2.80                                      | 0.3                   |
| 6            | Naked Truth     | La Vérité toute nue       | FOX    | 4 novembre 2024             | 2.71                                      | 0.2                   |
| 7            | Kiddos          | Des gamins                | FOX    | 11 novembre 2024            | 2.76                                      | 0.3                   |
| 8            | The Quiet Ones  | L'Eau qui dort            | FOX    | 18 novembre 2024            | 2.80                                      | 0.2                   |
| 9            | Fall From Grace | Chute et disgrâce         | FOX    | 2 décembre 2024             | 2.65                                      | 0.2                   |
| 10           | All Who Wander  | Tous ceux qui errent      | FOX    | 20 janvier 2025             | 2.42                                      | 0.2                   |
| 11           | Impact          | Collision                 | FOX    | 27 janvier 2025             | 3.12                                      | 0.3                   |
| 12           | Homecoming      | Retour au bercail         | FOX    | 3 février 2025              | 3.34                                      | 0.3                   |